# Đuro Ban (vojni zapovjednik)
Đuro Ban, Đuro Bane (Perast, 2. pol. XVII. st. - kod Drača, 25. prosinca 1716.) je bio zapovjednik broda Madona del Carmine koji se proslavio u pomorskom boju kod Drača 1716. godine, u kojem je i poginuo.
Korčulanski pjesnik Augustin (Juraj) Draginić Šaška napisao je pjesmu u slavu Đuri Banu  Slava u smarti ili smart u slavi hrabrenoga viteza Đura Peraštanina. Pjesma je manje umjetničke vrijednosti od drugih Draginićevih pjesama, ali je iznimno važna kao povijesni dokument. Pjesma je pjesnička poslanica Peraštanima. Govori o pomorskom boju kod Drača u kojem je 25 Peraštana pobijedilo 165 dračkih Turaka. U pjesmi Draginić više puta ističe kako mač harvatski siječe i umije odbiti tursku silu, a zapovjednik broda Đuro Ban Peraštanin, koji svoj harvatskoj zemlji nosi slavu«, govori pred boj svojim Peraštanima da »pleme naše« potječe »od harvatske stare ruke«. Bitku je opjevao još jedan hrvatski pjesnik Andrija Kačić Miošić: Od vitezova kotorski.
Za mletačko-turskog rata 1715. – 18. doživio je gusarski napad. Brod je 25. prosinca 1716. godine kod Drača napala sjevernoafrička tartana iz Tripolitanije (120 članova posade i 50 vojnika) i pedeset gusara iz Drača. Bitka je trajala deset sati, a "milošću Gospe od Škrpjela" Peraštani su porazili gusarski brod. Turcima je poginulo 86 boraca, a Peraštani su oslobodili pet robova. Petnaest preživjelih Banovih mornara pod zapovjedništvom Krste Mazorovića zarobilo je preostalih 68 Turaka i odvelo ih na Krf, Andriji Pisaniju, koji je o tome pisao Senatu.